# Dieter Lincke
Dieter Lincke (* 1940 in Meiningen; † 19. September 2016) war ein Grafik-Designer, Zeichner und Buchgestalter. 

## Leben und Werk
Dieter Lincke studierte von 1960 bis 1965 an der Werkkunstschule Offenbach am Main (heute Hochschule für Gestaltung, HfG Offenbach) in den Klassen Schrift bei Karlgeorg Hoefer und Typografie und Buchgestaltung bei Hans Schmidt. Nach seinem Abschluss 1965 wurde er Schmidts Assistent und unterrichtete in den Fächern Schriftgeschichte und Typografie. 1979 wurde er auf die Professur für die Lehrgebiete Zeichnen, Illustration und Buchgestaltung an der HfG Offenbach berufen. 
Für sein künstlerisches Werk wurde Dieter Lincke mehrfach ausgezeichnet. 1968 widmete ihm das Klingspor-Museum in Offenbach am Main die erste Einzelausstellung unter dem Titel: „Dieter Lincke – Zeichnungen“. Auf dem Einladungsleporello schrieb der damalige Museumsdirektor Hans Adolf Halbey über Lincke: „Meist im kleinen Format sucht Dieter Lincke nach Form- und Ausdrucksmöglichkeiten der reinen Linien im Wechselspiel von Schraffen, verdichteten oder aufgelichteten Partien und den damit verbundenen Tonwerten auf verschiedenen Papieren. Die Akribie bis ins Detail verrät den langsamen Entstehungsprozeß jeder Zeichnung, läßt aber auch deutlich spüren, wie formale Gesetze und thematische Ideen sich beim Arbeiten organisch ergeben.“